# Морату (футболіст)
Феліпе Родрігес да Сілва (порт. Felipe Rodrigues da Silva), більш відомий як Морату (порт. Morato, нар. 30 червня 2001, Франсіску-Морату) — бразильський футболіст, захисник англійського клубу «Ноттінгем Форест».

## Ігрова кар'єра
Народився 30 червня 2001 року в місті Франсіску-Морату. Вихованець футбольної школи клубу «Сан-Паулу». Так і не зігравши жодного матчу за першу команду, у вересні 2019 року він перейшов до португальської «Бенфіки», уклавши контракт до 2024 року. Сума трансферу склала 6 мільйонів євро, і бразильський клуб отримає 15 % від наступного трансферу гравця. Надалі молодий бразилець став виступати за резервну команду, «Бенфіка Б», в якій провів два сезони, взявши участь у 43 матчах Сегунди. Більшість часу, проведеного у складі другої команди «Бенфіки», був основним гравцем захисту команди.
21 грудня 2019 року в поєдинку Кубка Португалії проти «Віторії» (Сетубал) Морату дебютував за основний склад, а 30 квітня 2021 року в матчі проти «Тондели» (2:0) Морату дебютував у Прімейра-лізі, вийшовши на заміну в додатковий час замість Піцці. Після того як Ян Вертонген отримав серйозну травму на початку сезону 2021/22, Морату був остаточно переведений до першої команди.
30 серпня 2024 року за 12,6 млн фунтів перейшов в англійський «Ноттінгем Форест».

## Статистика виступів

### Статистика клубних виступів
Статистика оновлена на 3 липня 2022 року
| Сезон             | Команда           | Чемпіонат         | Чемпіонат | Чемпіонат | Національний кубок | Національний кубок | Національний кубок | Континентальні кубки | Континентальні кубки | Континентальні кубки | Інші змагання | Інші змагання | Інші змагання | Усього | Усього |
| Сезон             | Команда           | Ліга              | Ігор      | Голів     | Ліга               | Ігор               | Голів              | Ліга                 | Ігор                 | Голів                | Ліга          | Ігор          | Голів         | Ігор   | Голів  |
| ----------------- | ----------------- | ----------------- | --------- | --------- | ------------------ | ------------------ | ------------------ | -------------------- | -------------------- | -------------------- | ------------- | ------------- | ------------- | ------ | ------ |
| 2019–20           | «Бенфіка Б»       | СД (ІІ)           | 15        | 0         |                    | -                  | -                  |                      | -                    | -                    |               | -             | -             | 15     | 0      |
| 2020–21           | «Бенфіка Б»       | СД (ІІ)           | 28        | 4         |                    | -                  | -                  |                      | -                    | -                    |               | -             | -             | 28     | 4      |
| 2019–20           | «Бенфіка»         | ПЛ                | 0         | 0         | КП+КЛ              | 0+1                | 0                  |                      | -                    | -                    |               | -             | -             | 1      | 0      |
| 2020–21           | «Бенфіка»         | ПЛ                | 2         | 0         | КП+КЛ              | 2+0                | 0                  |                      | -                    | -                    |               | -             | -             | 4      | 0      |
| 2021–22           | «Бенфіка»         | ПЛ                | 14        | 0         | КП+КЛ              | 4+2                | 0                  | ЛЧ                   | 5                    | 1                    |               | -             | -             | 25     | 1      |
| Усього за кар'єру | Усього за кар'єру | Усього за кар'єру | 58        | 4         |                    | 9                  | 0                  |                      | 5                    | 1                    |               | -             | -             | 73     | 5      |

## Титули і досягнення
- Чемпіон Португалії (1):

«Бенфіка»: 2022-23
- Володар Суперкубка Португалії (1):

«Бенфіка»: 2023